# Messery
Messery é uma comuna francesa na região administrativa de Auvérnia-Ródano-Alpes, no departamento da Alta Saboia. Estende-se por uma área de 9.2 km². Em 2010 a comuna tinha 2 197 habitantes (densidade: 238,8 hab./km²).